# Coningué
Coningué é uma comuna rural da circunscrição de Cutiala, na região de Sicasso ao sul do Mali. Segundo censo de 1998, havia 10 453 residentes, enquanto segundo o de 2009, havia 15 943. A comuna inclui 4 vilas.